# 6474 Чоате
6474 Чоате (6474 Choate) — астероїд головного поясу, відкритий 21 вересня 1987 року.
Тіссеранів параметр щодо Юпітера — 3,338.